# Ланселот од Језера (филм)
Ланселот од Језера (фр. Lancelot du Lac) је француски фантастично-драмски филм из 1974. године, режисера и сценаристе Робера Бресона. Прича прати љубавну аферу Ланселота и Гиневре, док су Камелот и Округли сто пред распадом. Филм је заснован на легенди о краљу Артуру и средњовековним романсама, посебно циклусу Ланселот-Грал, и делима Кретјена де Троа.
Као и у каснијим Бресоновим филмовима, глумачка екипа је била састављена од аматерских глумаца, од којих се њих неколико није појавило ни у једном другом филму. Бресонова режија захтевала је намеран недостатак емоција у глумачком стилу и смањила или елиминисала фантастичне елементе легенде о Светом гралу. Док је већи део остварења намерно стилизован као средњовековна „романса”, филм је прожет тренуцима графичког насиља.
Филм је премијерно приказан у мају 1974. на Канском филмском фестивалу, где је освојио награду FIPRESCI, док је у француским биоскопима објављен 26. септембра исте године. Наишао је на позитивне реакције критичара, а Дејвид Лоуери га је цитирао као једно од остварења која су инспирисала његов филм Зелени витез (2021).

## Радња
Краљ Артур је послао стотину витезова у потрагу за Светим гралом. Артур је запрепашћен када се испостави да је мисија била узалудна и да је седамдесет витезова умрло током потраге. Међу онима који су се вратили је и Ланселот, љубавник краљице Гиневре. Он је прогоњен смрћу својих другова и растрган између своје дужности и љубави према краљици. Жели да прекине аферу, али Гиневра одбија. Она имплицира да су се витезови послати по Грал, уместо да буду убијени од стране непријатеља, окренули једни против других. Да ствар буде гора, многи витезови Камелота су или сумњичави према Ланселоту, или га отворено презиру, јер се сматра миљеником чак и међу Витезовима Округлог стола, осим неколицине, међу којима су Гавејн и Лионел, који су његови највећи пријатељи међу витезовима.
Ланселот, који се поново заљубио у Гиневру, жели да одустане од предстојећег турнира да би се састао са краљицом. Гавејн покушава да га разувери ове замисли, али не успева. На путу до турнира, Мордред (који је раније наишао на тајно место састанка Ланселота и Гиневре и тамо открио њен шал, и који сумња да је Ланселот пропустио турнир због краљице) покушава и не успева да убеди краља у аферу његове супруге. Касније, током турнира, витез са белим штитом побеђује једног витеза за другим. Гавејн и Артур препознају витеза као Ланселота, по његовом коњу и начину на који јаше. Ланселот наставља да побеђује витезове једног за другим, међу њима и Мордреда, пре него што оде. Док одлази, тетура се и пада, очигледно повређен. Краљица касније обавештава Гавејна да је Ланселот „нестао” и да витез са белим штитом не може бити он. Лионел (који је раније ранио витеза белог штита) жели да одбрани Ланселотову част, али га зауставља Гавејн, који безуспешно шаље јахаче у потрагу за Ланселотом. Тада почиње да се верује да је Ланселот мртав. Гавејн касније тражи краљицу на њеном тајном месту за састанке, али Гиневра је помирена са својом љубављу према Ланселоту и одбија да оде.
Гавејн одлази, али га дочекује Артур у пратњи витезова, укључујући Мордреда, који је обавестио свог краља. Краљ одмах затвара краљицу у истој кули у којој су она и Ланселот некада састајали. Касније се открива да се Ланселот крије и опоравља у Ескалоту, о коме брине остарела сељанка. Уз помоћ Лионела и витезова лојалних Ланселоту, он ослобађа краљицу, убивши двојицу витезова (један од њих је Агравејн, Гавејнов брат). Артур одмах започиње опсаду замка у коме су љубавници потражили склониште. Битке које су уследиле резултују многим губицима и жртвама, међу којима је и Гавејн. Упркос томе и смрти његовог брата, он не замера свом некадашњем пријатељу и верује да је, иако су он и Артур покушали да спасу Гиневру, само Ланселот успео у томе. Затим подлеже задобијеним ранама.
Гиневра, оптерећена кривицом због крви проливене због њихове љубави, приморава Ланселота да је врати Артуру, на шта он нерадо пристаје. Касније обавештен о Мордредовој издаји, Ланселот одмах одлучује да јаше против њега, на Артуровој страни. Настала битка код Камлана претвара се у крвопролиће без преживелих, а међу погинулима су и Артур и Мордред. Ланселот, последњи преживели, тетура се преко бојног поља. Шапућући Гиневрино име, он пада мртав, а последње што је видео био је соко који је летео високо на небу.

## Улоге
| Глумац                  | Улога              |
| ----------------------- | ------------------ |
| Лик Симон               | Ланселот од Језера |
| Лора Дјук Кондомина     | краљица Гиневра    |
| Амбер Балсан            | Гавејн             |
| Владимир Антолек-Оресек | краљ Артур         |
| Патрик Бернар           | Мордред            |
| Артур де Монталебер     | Лионел             |